# 밀양 표충사 지장보살도
밀양 표충사 지장보살도(密陽 表忠寺 地藏菩薩圖)는 대한민국 경상남도 밀양시 단장면 구천리, 표충사에 있는 불화이다. 
2008년 1월 10일 경상남도의 유형문화재 제469호 표충사 지장탱으로 지정되었다가, 2018년 12월 20일 현재의 명칭으로 변경되었다.

## 개요
표충사 地藏幀은 현재 명부전에 봉안되어 있는 木造地藏菩薩像 및 石造十王像 등과 함께 함풍 8년 즉, 1858년 大作佛事의 일환으로 이들 彫像들과 같이 동시에 조성된 것임을 彫像 腹藏記와 이 지장탱의 畵記에서 확인된다.
따라서 표충사 지장탱은 표충사의 大作佛事 내력과 조선후기 지장탱으로서의 규모뿐만 아니라 좋은 안료을 사용하여 묘사력이 뛰어난 화격이 높은 탱화이다.

## 참고 문헌
- 밀양 표충사 지장보살도 - 국가유산청 국가유산포털